# Alan Kardec
Alan Kardec de Souza Pereira Júnior (* 12. Januar 1989 in Barra Mansa) ist ein brasilianischer Fußballspieler. Nachdem er ab der Jugend die Ränge von CR Vasco da Gama in Rio de Janeiro durchlaufen hatte, wurde er Anfang 2010 von Benfica Lissabon in Portugal verpflichtet.

## Karriere

### Verein
Alan Kardec begann seine Karriere in der Jugend von CR Vasco da Gama. 2007 stieß er in die erste Mannschaft seines Clubs vor, wo er bis 2009 verweilte. Von dort aus wechselte er für eine Saison aufgrund einer Leihe zum SC Internacional. Dort kam er allerdings nur zweimal zum Einsatz. Nach der für ihn erfolgreichen Junioren-Fußballweltmeisterschaft 2009, wurde Benfica Lissabon auf ihn aufmerksam, die ihn daraufhin verpflichteten.
Von dort wurde Kardec jeweils für ein Jahr an den FC Santos und an SE Palmeiras verliehen. 2014 nahm in dann der FC São Paulo über zwei Saisons fest unter Vertrag. Anschließend wechselte er zum chinesischen Erstligisten Chongqing Lifan und erzielte hier 56 Treffer in 106 Ligaspielen, ehe er 2021 zum Ligarivalen FC Shenzhen ging. Im Sommer 2022 wechselte er zu Atlético Mineiro.

### Nationalmannschaft
Alan Kardec kam sowohl bei der U-20 Südamerika Meisterschaft 2009, als auch zur Junioren-Fußballweltmeisterschaft 2009 zum Einsatz, bei denen er insgesamt 6 Tore machte. Während die Junioren-WM als Vizeweltmeister beendet wurde, konnte der erstgenannte Wettbewerb sogar gewonnen werden.

## Erfolge
Nationalmannschaft
- U-20-Südamerikameisterschaft: 2009

CR Vasco da Gama
- Aufstieg in die Série A: 2009

Benfica Lissabon
- Portugiesische Meisterschaft: 2010
- Portugiesischer Ligapokalsieger: 2010, 2011

FC Santos
- Staatsmeisterschaft von São Paulo: 2012

Palmeiras São Paulo
- Série B: 2013

Atlético Mineiro
- Staatsmeisterschaft von Minas Gerais: 2023